# Elbasan distrikt
Elbasanis distrikt (albanska: Rrethi i Elbasanit) var ett av Albaniens 36 distrikt. Det hade ett invånarantal på 224 000 och en area av 1 372 km². Det var beläget i centrala Albanien, och dess centralort var Elbasani. Andra städer i det här distriktet var Belshi och Cërriku.